# ティモールブンチョウ
ティモールブンチョウ（チモールブンチョウとも、Padda fuscata）は、カエデチョウ科ブンチョウ属に分類される鳥類である。

## 分布
ティモール島、ロテ島、セマウ島などに生息している。
生息環境の破壊や販売用の乱獲が原因で個体数が急減し、2016年にはレッドリストでの準絶滅危惧に指定されている。

## 形態
全長はおよそ14cm前後で、ブンチョウよりも小型。全体的に濃い茶色であり、腹部は白い。頬毛は近縁種であるブンチョウと同様に白い。嘴は銀青色である。
そのため、しばしばブンチョウをグレースケール化したような色と形容される。
性的二形は見られず、見た目によって雌雄を判別することは困難。
かつてはブンチョウと同じだと考えられていたが、別種であることが判り分類された。

## 生態
やぶの点在する低地や草地に生息し、主に植物の種子を主食としている。
雌は5個前後の卵を産み、それらは2週間ほどで孵化する。ブンチョウなどと同じように、雌雄ともに雛を養う。
近縁種であるブンチョウとの異種交配に成功した事例がある。

## 人間との関わり
ごくまれに飼育用に輸入されるが、見かける機会は殆どない。
ストレスに弱く、飼育難易度は高い。また人為的な繁殖も試みられているが成功例が少なく、実用的なペットとなるには至っていない。